# Pilgrimskyrka
Plgrimskyrka är en kyrkobyggnad längsmed en  pilgrimsled. En sådan kyrkan är helgad åt en historisk person, till vilkens minne pilgrimsvandringar förekommit. Det kan också betyda att föremål eller minnesmärken med anknytning till historiska pilgrimsvandringar finns i kyrkan. Även vissa kyrkor som förknippas med regelbundna nutida pilgrimsvandringar räknas dit.
Kritierna har fastslagits av styrelsen för Pilgrim i Sverige, för Kyrkans Tidnings Magasins räkning.